# Action (nummer)
"Action" is een nummer van de Britse band The Sweet. Het verscheen op hun album Give Us a Wink uit 1976. In juli 1975 werd het uitgebracht als de eerste single van het album.

## Achtergrond
"Action" is geschreven door groepsleden Andy Scott, Brian Connolly, Steve Priest en Mick Tucker - alhoewel Connolly niet wordt genoemd als schrijver van het refrein - en geproduceerd door The Sweet. Het wordt gezien als een van de stevigste nummers van de band. De tekst van het lied gaat over de negatieve ontvangst die de band van de muziekpers kreeg, terwijl ook de vraag van de muziekindustrie wordt bekritiseerd. Er bestaan drie verschillende versies van het lied. De singleversie is een halve minuut korter dan de albumversie, terwijl de versie die in 1975 al op het compilatiealbum Strung Up verscheen een unieke mix is die abrupt ophoudt.
"Action" werd een van de laatste hits van The Sweet. In het Verenigd Koninkrijk kwam het tot de vijftiende plaats in de UK Singles Chart, terwijl in de Verenigde Staten de twintigste plaats in de Billboard Hot 100 werd bereikt. Ook kwam het in onder meer Australië, Canada, Duitsland, Ierland, Noorwegen, Oostenrijk, Zweden en Zwitserland in de top tien terecht. In Nederland piekte de single op de zesde plaats in de Top 40 en de vijfde plaats in de Nationale Hitparade, terwijl in Vlaanderen de achtste plaats in een voorloper van de Ultratop 50 werd gehaald.
"Action" is gecoverd door een aantal artiesten. De bekendste versie is afkomstig van Def Leppard, die het in 1992 uitbrachten als de B-kant van de single "Make Love Like a Man". In 1993 verscheen een nieuwe versie op het compilatiealbum Retro Active, die als single werd uitgebracht. In het Verenigd Koninkrijk piekte deze een plaats hoger dan de originele versie in de UK Singles Chart op de veertiende positie. Andere artiesten die het gecoverd hebben, zijn onder meer Black 'n Blue, Nelson, Raven, Scorpions en Steve Stevens.

## Hitnoteringen

### Nederlandse Top 40
| Hitnotering: 19-07-1975 t/m 30-08-1975 | Hitnotering: 19-07-1975 t/m 30-08-1975 | Hitnotering: 19-07-1975 t/m 30-08-1975 | Hitnotering: 19-07-1975 t/m 30-08-1975 | Hitnotering: 19-07-1975 t/m 30-08-1975 | Hitnotering: 19-07-1975 t/m 30-08-1975 | Hitnotering: 19-07-1975 t/m 30-08-1975 | Hitnotering: 19-07-1975 t/m 30-08-1975 | Hitnotering: 19-07-1975 t/m 30-08-1975 |
| Week                                   | 1                                      | 2                                      | 3                                      | 4                                      | 5                                      | 6                                      | 7                                      |                                        |
| -------------------------------------- | -------------------------------------- | -------------------------------------- | -------------------------------------- | -------------------------------------- | -------------------------------------- | -------------------------------------- | -------------------------------------- | -------------------------------------- |
| Nummer                                 | 33                                     | 19                                     | 10                                     | 6                                      | 6                                      | 17                                     | 39                                     | uit                                    |

### Nationale Hitparade
| Hitnotering: 19-07-1975 t/m 30-08-1975 | Hitnotering: 19-07-1975 t/m 30-08-1975 | Hitnotering: 19-07-1975 t/m 30-08-1975 | Hitnotering: 19-07-1975 t/m 30-08-1975 | Hitnotering: 19-07-1975 t/m 30-08-1975 | Hitnotering: 19-07-1975 t/m 30-08-1975 | Hitnotering: 19-07-1975 t/m 30-08-1975 | Hitnotering: 19-07-1975 t/m 30-08-1975 | Hitnotering: 19-07-1975 t/m 30-08-1975 |
| Week                                   | 1                                      | 2                                      | 3                                      | 4                                      | 5                                      | 6                                      | 7                                      |                                        |
| -------------------------------------- | -------------------------------------- | -------------------------------------- | -------------------------------------- | -------------------------------------- | -------------------------------------- | -------------------------------------- | -------------------------------------- | -------------------------------------- |
| Nummer                                 | 21                                     | 9                                      | 6                                      | 5                                      | 5                                      | 11                                     | 30                                     | uit                                    |

### NPO Radio 2 Top 2000
Action stond alleen in 2000 in de NPO Radio 2 Top 2000, op plek 361.